# Denzel Valentine
Denzel Robert Valentine (ur. 16 listopada 1993 w Lansing) – amerykański koszykarz, występujący na pozycji rzucającego obrońcy, obecnie zawodnik Maine Celtics.
22 września 2021 został zawodnikiem Cleveland Cavaliers. 3 stycznia 2022 trafił w wyniku wymiany do New York Knicks, po czym został zwolniony jeszcze tego samego dnia. 10 stycznia 2022 zawarł 10-dniową umowę z Utah Jazz. 21 stycznia 2022 dołączył do Maine Celtics.

## Osiągnięcia
Stan na 6 lutego 2022, na podstawie, o ile nie zaznaczono inaczej.
NCAA
- Uczestnik rozgrywek:
  - NCAA Final Four (2015)
  - Elite Eight turnieju NCAA(2014, 2015)
  - Sweet Sixteen turnieju NCAA (2013–2015)
  - turnieju NCAA (2013–2016)
- Mistrz turnieju konferencji Big Ten (2014, 2016)
- Koszykarz Roku:
  - NCAA:
    - według:
      - Associated Press (2016)[9]
      - National Association of Basketball Coaches (NABC – 2016)[10]
      - USA Today (2016)
      - NBC Sports (2016)
      - Sports Illustrated (2016)
      - College Sports Madness (2016)
      - Basketball Times (2016)

    - Senior CLASS Award (ostatniego roku – 2016)[11]

  - Konferencji Big Ten (2016)[12]
- Most Outstanding Player (MOP=MVP) turnieju konferencji Big Ten (2016)[13]
- MVP turnieju The Wooden Legacy (2016)
- Laureat:
  - Julius Erving Award (2016)[14]
  - Lute Olson Award (2016)[15]
  - Big Ten Jesse Owens Male Athlete of the Year (2016)
- Zaliczony do:
  - I składu:
    - All-American (2016)
    - Big Ten (2016)
    - turnieju:
      - Big Ten (2016)
      - Orlando Classic (2015)
      - The Wooden Legacy (2016)

  - III składu Big Ten (2015)
  - składu All-Big Ten Honorable Mention (2014)
- Lider Big Ten:
  - strzelców (2016)
  - w asystach (2016)
  - w skuteczności rzutów za 3 punkty (2015)

Reprezentacja
- Brązowy medalista igrzysk panamerykańskich (2015)[16]